# THE BEST / 南沙織 -1979年6月版-
『THE BEST / 南沙織』（ザ・ベスト / みなみさおり）は、南沙織のベスト・アルバム。1979年6月21日発売。発売元はCBSソニー。

## 解説
- 引退した翌年にリリースされたベストアルバム。
- レコードジャケット写真の別カットが、CDベスト『南沙織ベスト・コレクション』（1986.5.21）のジャケットにも使用されている。
- 1971年から1977年までの間、現役中に皆勤で出演した『NHK紅白歌合戦』にて披露した楽曲がすべて収録されている。
- アルバム単体作品としてはCD復刻化はされていないが、全楽曲は既に他アイテムでCD化済み。例えば、2008年現在唯一 "Super Audio CD" で発売されている『南沙織 THE BEST 〜 Cynthia-ly』（2003.11.19）にすべて収録されている。

## 収録曲

### Side A
1. 春の予感‐I've been mellow‐
  - 作詞・作曲・編曲: 尾崎亜美
2. Ms. （ミズ）
  - 作詞: 有馬三恵子、作曲・編曲: 筒美京平
3. 愛なき世代
  - 作詞: 松本隆、作曲: 木戸一成、編曲: 萩田光雄
4. 街角のラブソング
  - 作詞・作曲: つのだひろ、編曲: 萩田光雄

第28回NHK紅白歌合戦 歌唱曲
5. 哀しい妖精
  - 作詞: 松本隆、作曲: ジャニス・イアン、編曲: 萩田光雄

第27回NHK紅白歌合戦 歌唱曲
6. グッバイガール
  - 作詞・作曲: David Gates、訳詞: 中里綴、編曲: 川村栄二

### Side B
1. 人恋しくて
  - 作詞: 中里綴、作曲: 田山雅充 、編曲: 水谷公生

第26回NHK紅白歌合戦 歌唱曲
2. ひとかけらの純情
  - 作詞: 有馬三恵子、作曲・編曲: 筒美京平
3. 色づく街
  - 作詞: 有馬三恵子、作曲・編曲: 筒美京平

第24回NHK紅白歌合戦 歌唱曲
4. 夏の感情
  - 作詞: 有馬三恵子、作曲・編曲: 筒美京平

第25回NHK紅白歌合戦 歌唱曲
5. 哀愁のページ
  - 作詞: 有馬三恵子、作曲・編曲: 筒美京平
6. 純潔
  - 作詞: 有馬三恵子、作曲・編曲: 筒美京平

第23回NHK紅白歌合戦 歌唱曲
7. 17才
  - 作詞: 有馬三恵子、作曲・編曲: 筒美京平

第22回NHK紅白歌合戦 歌唱曲

## 関連作品
- 「THE BEST」シリーズ
  - THE BEST / 南沙織 -1978年6月版-
  - THE BEST / 南沙織 -1978年11月版-
  - THE BEST / 南沙織 -1979年11月版-
  - THE BEST / 南沙織 -1980年版-
  - THE BEST / again 南沙織
  - THE BEST / 南沙織 -1982年版-
  - 南沙織 THE BEST 〜 Cynthia-ly　（Super Audio CD）
- シングルセレクション・ベスト
  - 南沙織ヒット全曲集 -1975年版-
  - THE BEST / 南沙織 -1978年6月版-
  - THE BEST / again 南沙織
  - 南沙織のすべて
  - 南沙織ベスト・コレクション
  - DREAM PRICE 1000 南沙織 17才
  - DREAM PRICE 1000 南沙織 色づく街
  - 南沙織 スーパー・ベスト
  - 南沙織 BEST OF BEST